# Pohlia bolanderi
Pohlia bolanderi är en bladmossart som beskrevs av Brotherus 1903. Pohlia bolanderi ingår i släktet nickmossor, och familjen Bryaceae. Inga underarter finns listade i Catalogue of Life.